# Stenalia meridionalis
Stenalia meridionalis es una especie de coleóptero de la familia Mordellidae.

## Distribución geográfica
Habita en Argelia.